# Bark (kommune)
 For alternative betydninger, se Bark. (Se også artikler, som begynder med Bark)
Bark er en by og en kommune i det nordlige Tyskland, beliggende i Amt Leezen under Kreis Segeberg. Kreis Segeberg ligger i den sydøstlige del af delstaten Slesvig-Holsten.

## Geografi
Bark ligger omkring 7 km vest for Bad Segeberg ved Bundesstraße B 206 mod Bad Bramstedt ved udkanten af Segeberger Forsts. I kommunen ligger ud over Bark, landsbyerne Schafhaus og Bockhorn, der begge ligger ved Bundesstraße 206.
Bark ligger i Naturschutzgebiet Barker Heide.